# Linepithema pordescens
Linepithema pordescens är en myrart som först beskrevs av Wheeler 1942.  Linepithema pordescens ingår i släktet Linepithema och familjen myror. Inga underarter finns listade i Catalogue of Life.